# Au clair de la lune
 Play
Az Au Clair de lune  (franciául): A holdfényért) egy 18. században keletkezett francia népdal, szerzője ismeretlen. Egyszerű és könnyen tanulható dallama révén már a kezdők is többféle hangszeren játszhatják. A dalnak több nyugat-európai nyelvben is létezik szövege.

## Claire de lune változatok

### Francia
Au clair de la lune

    Mon ami Pierrot

    Prête-moi ta plume

    Pour écrire un mot

    Ma chandelle est morte

    Je n'ai plus de feu

    Ouvre-moi ta porte

    Pour l'amour de Dieu

    Au clair de la lune

    Pierrot répondit:

    Je n'ai pas de plume

    Je suis dans mon lit

    Va chez la voisine

    Je crois qu'elle y est

    Car dans sa cuisine

    On bat le briquet

    Au clair de la lune

    L'aimable Lubin

    Frappe chez la brune

    Qui répond soudain

    Qui frapp' de la sorte

    Il dit à son tour

    Ouvrez votre porte

    Au dieu de l'amour

    Au clair de la lune

    On n'y voit qu'un peu

    On chercha la plume

    On chercha du feu

    En cherchant d' la sorte

    Je n' sais c' qu'on trouva

    Mais je sais qu' la porte

    Sur eux se ferma. 

## Feldolgozások
Camille Saint-Saëns az Állatok farsangja című művének Ásatagok (Fossiles) című részéhez használta fel a dallamot.
Madonna And You Will Know Us by the Trail of Dead című lemezén is szerepelt egy feldolgozása. 2009-ben az Alkonyat című filmben is feltűnt.

## Fordítás
- Ez a szócikk részben vagy egészben az Au Clair de la Lune című angol Wikipédia-szócikk ezen változatának fordításán alapul.  Az eredeti cikk szerkesztőit annak laptörténete sorolja fel. Ez a jelzés csupán a megfogalmazás eredetét és a szerzői jogokat jelzi, nem szolgál a cikkben szereplő információk forrásmegjelöléseként.

## Külső hivatkozások
- A Wikimédia Commons tartalmaz Au clair de la lune témájú kategóriát.
- A Clair de lune kottája Archiválva 2010. január 1-i dátummal a Wayback Machine-ben